# Fileanta flavolaeta
Fileanta flavolaeta là một loài tò vò trong họ Ichneumonidae.